# Barry De Vorzon

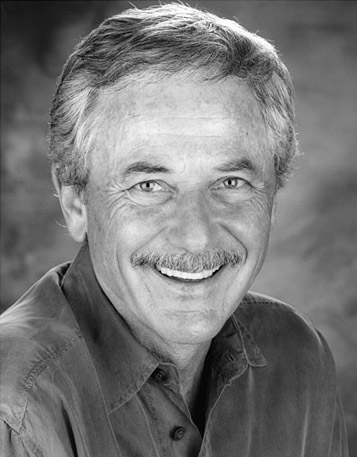
Barry De Vorzon.

Barry De Vorzon (Nueva York, 7 de julio de 1934) es un compositor de bandas sonoras estadounidense.
Entre sus composiciones más conocidas se encuentran las bandas sonoras de la serie Los Hombres de Harrelson (1975) y de las películas Bendice a los animales y a los niños (1971), Dillinger (1973), The Warriors (1979) y El exorcista III (1990), entre otras.

## Premios y distinciones
Premios Óscar
| Año  | Categoría              | Película                        | Canción                              | Resultado |
| ---- | ---------------------- | ------------------------------- | ------------------------------------ | --------- |
| 1972 | Mejor canción original | «Bless the Beasts and Children» | Bendice a los animales y a los niños | Nominado  |